# ウイマム

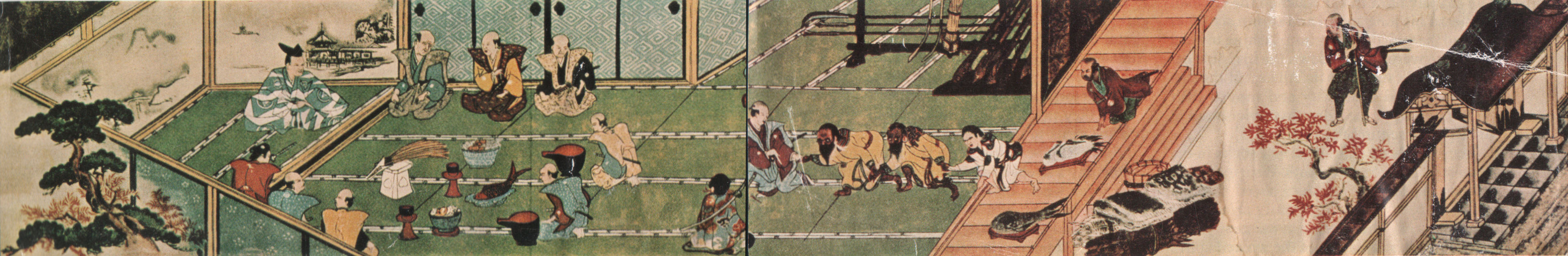
小玉貞良によるアイヌ絵『ウイマム図』

ウイマムは、アイヌが近隣の首長との間で行った交易形態。後に松前藩がアイヌの乙名を藩主に拝謁させる儀式へと転化させた。

## 概要
ウイマムの語源としては、日本語の「ういまみえ（初見）」「おめみえ（御目見得）」の転訛説とアイヌ語の「交易」を意味する語とする説がある。

### 交易形態としてのウイマム
本来は時を定めてアイヌの乙名が毛皮や海産物・工芸品などの特産物を積んだ特別な船（ウイマムチップ）で松前を訪問し、領主に拝謁してこれらを献上して、松前藩側から酒や衣服を得て帰郷する形態であった。これは後に、知行主が知行地に交易船を派遣する商場（場所）知行制に変わっていった。

### 拝謁の儀式としてのウイマム
元和元年（1615年）、アイヌの乙名が松前藩主・松前公広に拝謁して海獺の毛皮を献上したのを機にアイヌによる松前藩へのウイマムが開始されたが、後に松前藩（公儀御料時代は松前奉行）が蝦夷地統治の手段として用いられるようになると、アイヌが藩主に謁見する「謁見礼」「目見得礼」へと転化していった。松前奉行支配の文化13年（1816年）は蝦夷地の場所を5つに分けて、漁閑期にあたる7月から9月に交替でウイマムを行わせた。また、幕府の巡検使に対するウイマムも行われた。
アイヌからの献上品は毛皮や海産物・工芸品など、松前藩・松前奉行からの下賜品は拝謁者の身分によって異なるものの、陣羽織・漆器・煙草・酒などであった。